# الكابتن جودة (مسلسل)
الكابتن جودة مسلسل فكاهي مصري، إنتج عام 1986 بطولة سمير غانم ، سعاد نصر ، محمد الدفراوي و إبراهيم نصر و نبيلة السيد ، من تأليف أحمد عوض وإخراج أحمد بدر الدين.

## قصة المسلسل
تدور أحداث المسلسل في إطار درامي حول مدرس تربية رياضية ينتقل للعمل في منطقة نائية من الريف المصري اسمها (بيسة الكف)، حيث لا يعتبر التعليم من أولوياتها ولا الرياضة بشكل عام، ويحاول أن ينهض بأطفال القرية، والعمل على التأقلم مع البيئة الجديدة. ويضطر لمواجهة زعيم العصابة الضاحي.

## فريق العمل
- محمد الدفراوي - الضاحي
- قاسم الدالي - واعر
- حمدي سالم - بلبول
- نصر سيف - مستحي
- إبراهيم نصر - رمسيس